# Just Like Honey
"Just Like Honey" é uma canção da banda escocesa The Jesus and Mary Chain, do seu álbum de estreia Psychocandy, de 1985. A faixa foi lançada como o terceiro e último single do álbum pela Blanco y Negro Records em setembro de 1985. Um marco importante no desenvolvimento do subgênero de rock alternativo chamado noise pop, a canção foi composta pelos irmãos William e Jim Reid. O baterista Bobby Gillespie toca o mesmo riff de abertura de Hal Blaine para "Be My Baby", das The Ronettes, na introdução.
A canção foi utilizada em vários filmes, especialmente na cena final de Lost in Translation (2003), de Sofia Coppola, assim como em The Man Who Loved Yngve e em um anúncio da Volkswagen de 2011. A faixa também é tocada em "Mommy", o terceiro episódio de American Horror Story: Hotel.

## Desempenho nas paradas musicais
O single alcançou a posição 45 na parada de singles do Reino Unido.
| Parada (1985)                  | Melhor posição |
| ------------------------------ | -------------- |
| Reino Unido (UK Singles Chart) | 45             |

## Recepção
"Just Like Honey" foi classificada em segundo lugar na lista "Faixas do Ano" pela revista NME, em 1985, atrás apenas de outra canção do grupo, "Never Understand". Em 2015, a Pitchfork colocou-a na posição 46 em sua lista das 200 melhores canções da década de 1980, com T. Cole Rachel chamando-a de "uma clássica canção de amor de bad boy - uma dose reverberante da grandiosidade de Phil Spector que soa como se tivesse sido gravada em uma caverna enfumaçada". Em uma resenha retrospectiva de Psychocandy, Ned Raggett, da AllMusic, elogiou "Just Like Honey" como "estranhamente bela" e "anti-pop, mas pop puro ao mesmo tempo".
Em 2021, a revista Time Out nomeou-a a vigésima melhor canção sobre sexo oral.